# كأس القارات 2003
كانت كأس القارات 2003 هي كأس القارات السادس التي أقيمت في فرنسا في يونيو 2003. احتفظت فرنسا باللقب الذي فازت به في عام 2001، ولكن خيم موت اللاعب الكاميروني مارك-فيفيان فويه، الذي توفي بسبب قصور في القلب في مباراة فريق النصف نهائية ضد كولومبيا، على البطولة. أدى موت فويه إلى توحيد منتخبي فرنسا والكاميرون في المباراة النهائية، والتي لعبت على الرغم من أن اللاعبين على كلا الجانبين قد صرحوا صراحة أن المباراة يجب ألا تتم احتراما لفويه. فازت فرنسا باللقب بهدف ذهبي من قبل تييري هنري.
في عرض الميداليات والجوائز، كان لاعبين كاميرونيان يحملان صورة عملاقة لفويه، وعلّقت ميدالية الوصيف على حافة الصورة. عندما تسلم الكابتن الفرنسي مارسيل ديسايلي كأس القارات، لم يرفعها إلى مستوى مرتفع، لكنه احتفظ بها في تناغم مع الكابتن الكاميروني ريغوبيرت سونغ. احتل فوي المركز الثالث في التصويت الإعلامي للاعب البطولة، وتم منحه الكرة البرونزية في نهاية الدورة بعد وفاته.

## الفرق المؤهلة
| فريق             | كونفدرالية                  | طريقة التأهل                            | تاريخ ضمان التأهل           | رقم المشاركة |
| ---------------- | --------------------------- | --------------------------------------- | --------------------------- | ------------ |
| فرنسا            | الاتحاد الأوروبي لكرة القدم | بطل بطولة أمم أوروبا 2000 المضيف        | 2 يوليو 2000 24 سبتمبر 2002 | الثانية      |
| البرازيل         | كونميبول                    | بطل كأس العالم 2002                     | 30 يونيو 2002               | الرابعة      |
| اليابان          | الاتحاد الآسيوي لكرة القدم  | بطل كأس آسيا 2000                       | 29 أكتوبر 2000              | الثالث       |
| كولومبيا         | كونميبول                    | بطل كوبا أمريكا 2001                    | 29 يوليو 2001               | الأول        |
| الولايات المتحدة | كونكاكاف                    | بطل كأس الكونكاكاف الذهبية 2002         | 2 فبراير 2002               | الثالثة      |
| الكاميرون        | الاتحاد الأفريقي لكرة القدم | بطل كأس الأمم الأفريقية لكرة القدم 2002 | 10 فبراير 2002              | الثانية      |
| تركيا            | الاتحاد الأوروبي لكرة القدم | المركز الثالث في كأس العالم 20021       | 29 يونيو 2002               | الأولى       |
| نيوزيلندا        | اتحاد أوقيانوسيا لكرة القدم | بطل كأس أوقيانوسيا للأمم 2002           | 14 يوليو 2002               | الثانية      |

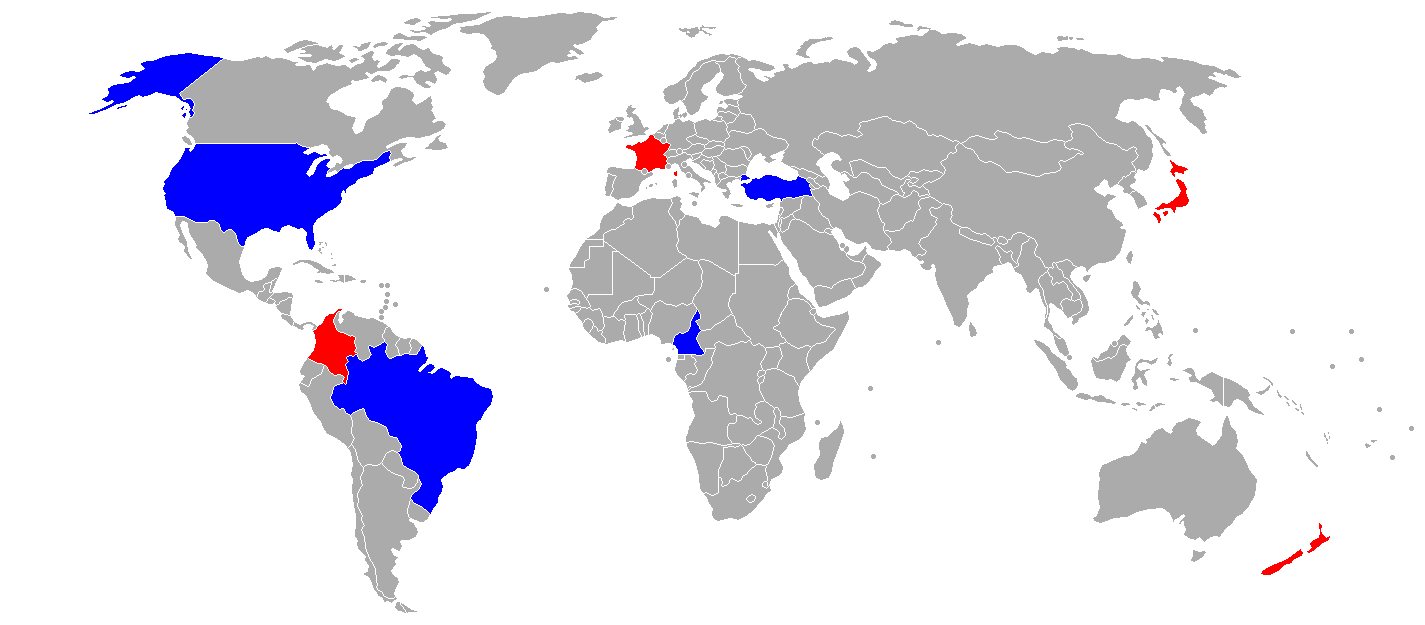
الفرق المشاركة في كأس القارات 2003
Red – شارك في المجموعة أ
Blue – شارك في المجموعة ب

1إيطاليا، التي احتلت المركز الثاني في بطولة أمم أوروبا عام 2000، رفضت المشاركة، وكذلك ألمانيا، التي احتلت المركز الثاني في كأس العالم 2002. وكذلك فعلت إسبانيا، التي كانت في المركز الثاني في تصنيفات الفيفا العالمية في ذلك الوقت. تم استبدالهم بتركيا، التي احتلت المرتبة الثالثة في كأس العالم 2002.

## عملية التقديم
تم استلام خمسة عروض قبل انتهاء الموعد النهائي في 1 مايو 2002. وقدمت كل من أستراليا والبرتغال والولايات المتحدة عرضًا منفردًا، في حين قدمت كل من جنوب إفريقيا ومصر وفرنسا وسويسرا عرضًا مشتركًا. عرض فرنسا وسويسرا لم يتحقق أبدا.
تم اختيار البلد المضيف في 24 سبتمبر 2002، خلال اجتماع لجنة FIFA التنفيذية.

## الأماكن
لعبت المباريات في:
| سان دوني      | ليون          | سانت إتيان        |
| ------------- | ------------- | ----------------- |
| ملعب فرنسا    | ملعب جيرلان   | ملعب جوفروا غيشار |
| السعة: 80،000 | السعة: 41،200 | السعة: 36،000     |
|               |               |                   |

## حكام المباريات
| أفريقيا - كوفي كودجا آسيا - مسعود مرادي أوروبا - لوسيليو باتيستا - فالنتين إيفانوف - ماركوس ميرك | أمريكا الشمالية وأمريكا الوسطى ومنطقة البحر الكاريبي - كارلوس باتريس أوقيانوسيا - مارك شيلد أمريكا الجنوبية - كارلوس أماريا - خورخي لاريوندا |

## التشكيلات
للحصول على قائمة بجميع الفرق التي ظهرت في البطولة، راجع تشكيلات كأس القارات 2003.

## مرحلة المجموعات

### المجموعة أ
| م | الفريق    | لعب | ف | ت | خ | أ.له | أ.ع | أ.ف | نقاط | التأهل             |
| - | --------- | --- | - | - | - | ---- | --- | --- | ---- | ------------------ |
| 1 | فرنسا (H) | 3   | 3 | 0 | 0 | 8    | 1   | +7  | 9    | مرحلة خروج المغلوب |
| 2 | كولومبيا  | 3   | 2 | 0 | 1 | 4    | 2   | +2  | 6    | مرحلة خروج المغلوب |
| 3 | اليابان   | 3   | 1 | 0 | 2 | 4    | 3   | +1  | 3    |                    |
| 4 | نيوزيلندا | 3   | 0 | 0 | 3 | 1    | 11  | −10 | 0    |                    |

| نيوزيلندا | 0–3   | اليابان                                         |
| --------- | ----- | ----------------------------------------------- |
|           | تقرير | شونسوكي ناكامورا 12'، 75' · هيديتوشي ناكاتا 65' |

| فرنسا                  | 1–0   | كولومبيا |
| ---------------------- | ----- | -------- |
| تييري هنري 39' (ركلة.) | تقرير |          |

| كولومبيا                                                                       | 3–1   | نيوزيلندا           |
| ------------------------------------------------------------------------------ | ----- | ------------------- |
| خورخي لوبيز (لاعب كرة قدم كولومبي) 58' · ماريو يبيس 75' · جيوفاني هرنانديز 85' | تقرير | راف دي غريغوريو 27' |

| فرنسا                                    | 2–1   | اليابان              |
| ---------------------------------------- | ----- | -------------------- |
| روبير بيريز 43' (ركلة.) · سيدني غوفو 65' | تقرير | شونسوكي ناكامورا 59' |

| فرنسا                                                                                         | 5–0   | نيوزيلندا |
| --------------------------------------------------------------------------------------------- | ----- | --------- |
| أوليفير كابو 17' · تييري هنري 20' · جبريل سيسيه 71' · لودوفيك جيولي 90+1' · روبير بيريز 90+3' | تقرير |           |

| اليابان | 0–1   | كولومبيا             |
| ------- | ----- | -------------------- |
|         | تقرير | جيوفاني هرنانديز 68' |

### المجموعة ب
| م | الفريق           | لعب | ف | ت | خ | أ.له | أ.ع | أ.ف | نقاط | التأهل             |
| - | ---------------- | --- | - | - | - | ---- | --- | --- | ---- | ------------------ |
| 1 | الكاميرون        | 3   | 2 | 1 | 0 | 2    | 0   | +2  | 7    | مرحلة خروج المغلوب |
| 2 | تركيا            | 3   | 1 | 1 | 1 | 4    | 4   | 0   | 4    | مرحلة خروج المغلوب |
| 3 | البرازيل         | 3   | 1 | 1 | 1 | 3    | 3   | 0   | 4    |                    |
| 4 | الولايات المتحدة | 3   | 0 | 1 | 2 | 1    | 3   | −2  | 1    |                    |

| تركيا                                      | 2–1   | الولايات المتحدة   |
| ------------------------------------------ | ----- | ------------------ |
| أوكان يلماز 40' (ركلة.) · تونجاي شانلي 73' | تقرير | داماركوس بيزلي 37' |

| البرازيل | 0–1   | الكاميرون       |
| -------- | ----- | --------------- |
|          | تقرير | صامويل إيتو 83' |

| الكاميرون                   | 1–0   | تركيا |
| --------------------------- | ----- | ----- |
| جيريمي نجيتاب 90+1' (ركلة.) | تقرير |       |

| البرازيل    | 1–0   | الولايات المتحدة |
| ----------- | ----- | ---------------- |
| أدريانو 22' | تقرير |                  |

| البرازيل                               | 2–2   | تركيا                                 |
| -------------------------------------- | ----- | ------------------------------------- |
| أدريانو 23' · أليكساندرو دي سوزا 90+3' | تقرير | غوكدنيز قرادنيز 53' · أوكان يلماز 81' |

| الولايات المتحدة | 0–0   | الكاميرون |
| ---------------- | ----- | --------- |
|                  | تقرير |           |

## مرحلة خروج المغلوب
|  | نصف النهائي         | نصف النهائي         |   |                       | النهائي               | النهائي |
|  |                     |                     |   |                       |                       |         |
|  | 26 يونيو – ليون     |                     |   |                       |                       |         |
|  | الكاميرون           | 1                   |   |                       |                       |         |
|  | كولومبيا            | 0                   |   |                       |                       |         |
|  |                     |                     |   |                       |                       |         |
|  |                     |                     |   |                       | 29 يونيو – سان دوني   |         |
|  |                     |                     |   |                       | الكاميرون             | 0       |
|  |                     | فرنسا (asdet)       | 1 |                       |                       |         |
|  |                     |                     |   |                       |                       |         |
|  |                     |                     |   |                       |                       |         |
|  |                     |                     |   |                       | المركز الثالث         |         |
|  | 26 يونيو – سان دوني | 26 يونيو – سان دوني |   | 28 يونيو – سانت إتيان | 28 يونيو – سانت إتيان |         |
|  | فرنسا               | 3                   |   | كولومبيا              | 1                     |         |
|  | تركيا               | 2                   |   |                       | تركيا                 | 2       |

### نصف النهائي
| الكاميرون       | 1–0   | كولومبيا |
| --------------- | ----- | -------- |
| بيوس اندييفي 9' | تقرير |          |

| فرنسا                                                 | 3–2   | تركيا                                  |
| ----------------------------------------------------- | ----- | -------------------------------------- |
| تييري هنري 11' · روبير بيريز 26' · سيلفان ويلتورد 43' | تقرير | غوكدنيز قرادنيز 42' · تونجاي شانلي 48' |

### المباراة من أجل المركز الثالث
| كولومبيا             | 1–2   | تركيا                             |
| -------------------- | ----- | --------------------------------- |
| جيوفاني هرنانديز 63' | تقرير | تونجاي شانلي 2' · أوكان يلماز 86' |

### النهائي
| الكاميرون | 0–1 (ب.و.إ.) | فرنسا          |
| --------- | ------------ | -------------- |
|           | تقرير        | تييري هنري 97' |

## الجوائز

### الكرة الذهبية
يمنح FIFA الكرة الذهبية لأفضل لاعب في المسابقة، كما تم التصويت من قبل وسائل الإعلام في البطولة.
| جوائز  | الكرة الذهبية | الكرة الفضية | الكرة البرونزية  |
| ------ | ------------- | ------------ | ---------------- |
| لاعبين | تييري هنري    | تونجاي شانلي | مارك فيفيان فويه |
| فريق   | فرنسا         | تركيا        | الكاميرون        |
| أصوات  | 28%           | 15%          | 7%               |

### الحذاء الذهبي
يمنح FIFA الحذاء الذهبي إلى هداف البطولة.
| جوائز  | الحذاء الذهبي | الحذاء الفضي | الحذاء البرونزي  |
| ------ | ------------- | ------------ | ---------------- |
| لاعبين | تييري هنري    | تونجاي شانلي | شونسوكي ناكامورا |
| فريق   | فرنسا         | تركيا        | اليابان          |
| أهداف  | 4             | 3            | 3                |

### جائزة الفيفا للعب النظيف
يمنح الفيفا جائزة اللعب النظيف إلى الفريق الذي يمتلك أفضل سجل اللعب النظيف، وفقًا لنظام النقاط والمعايير التي وضعتها لجنة الفيفا للعب النظيف.
| الجائزة              | جائزة الفيفا للعب النظيف |
| -------------------- | ------------------------ |
| فريق                 | اليابان                  |
| المجموع              | 895                      |
| المباريات التي خاضها | 3                        |
| الحد الأقصى          | 1،000                    |

1. ↑  وعلى الرغم من أن أربعة لاعبين آخرين لديهم ثلاثة أهداف لكل منها، حصل تونكاي على جائزة الحذاء الفضي لأنه كان الوحيد من بين الخمسة الذين سجلوا تمريرة حاسمة في المسابقة.
2. ↑  الحد الأدنى لعدد الدقائق التي تم لعبها (170). كما أنتج جيوفاني هيرنانديز وروبرت بيريس وأوكان يلماز ثلاثة أهداف و صفر من التمريرات الحاسمة.

Source: الاتحاد الدولي لكرة القدم

## الهدافين
تلقى تييري هنري الحذاء الذهبي لتسجيل أربعة أهداف. تم تسجيل 37 هدفاً من قبل 22 لاعباً مختلفاً، لكن لم يتم تسجيل أي منها كهدف ذاتي.
| 4 goals - تييري هنري 3 goals - جيوفاني هرنانديز - روبير بيريز - شونسوكي ناكامورا - تونجاي شانلي - أوكان يلماز | 2 goals - أدريانو - غوكدنيز قرادنيز 1 goal - أليكساندرو دي سوزا - صامويل إيتو - جيريمي نجيتاب - بيوس اندييفي - خورخي لوبيز (لاعب كرة قدم كولومبي) | 1 goal (cont.) - ماريو يبيس - جبريل سيسيه - لودوفيك جيولي - سيدني غوفو - أوليفير كابو - سيلفان ويلتورد - هيديتوشي ناكاتا - راف دي غريغوريو - داماركوس بيزلي |

## وصلات خارجية
- FIFA Confederations Cup France 2003, FIFA.com
- 2003 FIFA Confederations Cup Official Site (Archived)
- FIFA Technical Report (Part 1), (Part 2) and (Part 3)